# Relations entre l'Allemagne et le Vietnam
Les relations entre l'Allemagne et le Viêt Nam constituent les relations étrangères bilatérales entre la république fédérale d'Allemagne et la république socialiste du Viêt Nam.
L'Allemagne possède une ambassade à Hanoï tandis que le Viêt Nam en possède une à Berlin.

## Historique

### Première guerre mondiale
Au cours des six premiers mois de la Première Guerre mondiale, le gouvernement général de l'Indochine française expulse tous les Allemands et Austro-Hongrois vivant en Indochine française.
Les deux plus grandes sociétés d'import/export d'avant-guerre, Speidel & Co. et , sont des sociétés allemandes qui sont officiellement réorganisées en sociétés françaises, mais qui en réalité continuent à opérer sous contrôle allemand et à utiliser des capitaux allemands. Au cours des années 1910, Speidel & Co. est le plus grand importateur de produits européens du Viêt Nam, F. Engler & Co. est l'un de ses principaux concurrents. Après que les propriétaires allemands aient été expulsés de l'entreprise, les employés tentent de continuer à diriger ces entreprises malgré les pressions croissantes des autorités coloniales françaises au moyen de mesures douanières arbitraires, d'ingérences dans le fret et d'aggravations réglementaires,. Plus tard, les Français saisissent tous les entrepôts de la société allemande Speidel & Co. et vendent les marchandises saisies à bas prix aux consommateurs vietnamiens et aux exportateurs chinois pour essayer d'augmenter leurs revenus. Ces marchandises comprennent du riz, du vin et des conserves.

### Enlèvement de Trịnh Xuân Thanh en 2017
En 2017, Trịnh Xuân Thanh, un ancien membre du parti communiste et homme d'affaires accusé d'être corrompu, est secrètement enlevé et kidnappé à Berlin par un groupe de vietnamiens anonymes soupçonnés d'être des agents vietnamiens en Allemagne. En réponse, l'Allemagne accuse le Viêt Nam de "violer les droits territoriaux de l'Allemagne" et ordonne l'expulsion totale d'un certain nombre de fonctionnaires étrangers vietnamiens travaillant en Allemagne. L'Allemagne empêche également les travailleurs vietnamiens de se rendre en Allemagne pour commencer afin de commencer une enquête. Bien que les tensions se soient atténuées, les responsables allemands restent sceptiques et méfiants envers leurs homologues vietnamiens.

## Accords
En octobre 2011, la chancelière allemande Angela Merkel et le premier ministre vietnamien Nguyễn Tấn Dũng signent la "Déclaration de Hanoi", établissant un partenariat stratégique entre l'Allemagne et le Viêt Nam visant à renforcer les relations politiques, économiques et culturelles ainsi que la coopération au développement.

## Relations économiques
Le Viêt Nam est en train de ratifier un accord de libre-échange avec l'Union européenne qui inclut l'Allemagne, la plus grande économie d'Europe. En 2016, le commerce bilatéral s'élève à 10,3 milliards de dollars américains.

## Coopération en matière d'éducation
L'Université vietnamienne-allemande ouvre à Ho Chi Minh-Ville en septembre 2008.